# Joan Ferrer Navarro
Joan Ferrer Navarro (Santa Coloma de Queralt, 1924) fou esportista i directiu esportiu.
Exjugador d'hoquei sobre patins, va jugar durant 17 anys a hoquei sobre patins Cerdanyola CH, el GEiEG, el RCD Espanyol, el Patria, el Sallent i el Creu Roja. Soci del Club Esportiu Hispano Francès des del 1966, fou delegat de la secció de petanca. En el vessant directiu va ser vocal de la Federació Catalana d'Hockey i Patinatge i president de la Federació Catalana de Bitlles entre el 1967 i el 1970, de la Federació Catalana de Voleibol entre el 1970 i el 1974.